# Гертл, Франтишек
Франти́шек Гертл (чеш. František Hertl; 18 апреля 1906, Збух, ныне Пльзенский край — 23 февраля 1973, Прага) — чешский контрабасист и композитор. Брат Рудольфа Гертла.
Окончил Пражскую консерваторию (1926) у Франтишека Черни, затем изучал дирижирование у Вацлава Талиха и композицию у Ярослава Ржидки. Контрабасист Чешского филармонического оркестра (1929—1935) и Оркестра Пражского радио (1935—1950), в 1950—1961 годах — дирижёр оркестра радио Брно. Преподавал в Пражской академии музыки (с 1951 года) и в Музыкальной академии имени Яначека (с 1954 года). Заслуженный артист ЧССР (1966).
Композиторское наследие Гертля включает как симфонические сочинения, в том числе Чешскую сюиту (1947), Чешские танцы (1947) и Симфониетту для обоя и малого оркестра, так и целый ряд камерных произведений, в том числе заметные работы контрабасового репертуара — в частности, Сонату для контрабаса и фортепиано (1956). Оставил также «Школу игры на контрабасе» (чеш. Škola hry na kontrabas; 1962) и «Двадцать этюдов для контрабаса» (чеш. 20 studií pro kontrabas; 1965).